# Gräddsjön
Gräddsjön är en sjö i Vansbro kommun i Dalarna och ingår i Göta älvs huvudavrinningsområde. Sjön har en area på 0,282 kvadratkilometer och ligger 314,1 meter över havet.

## Delavrinningsområde
Gräddsjön ingår i det delavrinningsområde (668519-140718) som SMHI kallar för Mynnar i Svartälven. Medelhöjden är 363 meter över havet och ytan är 31,82 kvadratkilometer. Det finns ett avrinningsområde uppströms, och räknas det in blir den ackumulerade arean 38,19 kvadratkilometer. Torskflåbäcken som avvattnar avrinningsområdet har biflödesordning 4, vilket innebär att vattnet flödar genom totalt 4 vattendrag innan det når havet efter 422 kilometer. Avrinningsområdet består mestadels av skog (75 procent) och sankmarker (12 procent). Avrinningsområdet har 1,06 kvadratkilometer vattenytor vilket ger det en sjöprocent på 3,3 procent.